# Sagas de islandeses

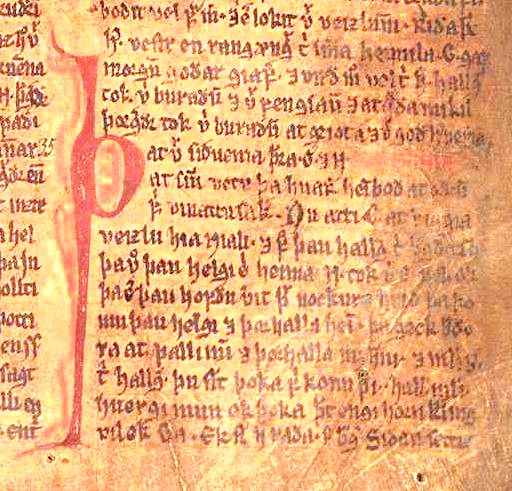
Manuscrito da Saga de Nial (Njáls Saga), datado do século XIV.

As sagas de islandeses (em islandês: Íslendingasögur) são um subgrupo das sagas islandesas (sagas escritas na Islândia durante a Idade Média).
Este género de sagas trata da vida e feitos de membros das famílias mais importantes da Islândia durante o período entre o descobrimento (874) até as primeiras décadas depois da chegada do Cristianismo à ilha, cerca do ano de 1000. 
Os textos foram escritos alguns séculos depois dos acontecimentos que narram — entre os finais do século XII e a metade do século XIII.
As sagas de islandeses foram todas redigidas em prosa, ainda que possa haver alguns poemas intercalados no texto. O estilo das sagas é simples e direto. A ação se desenrola na antiga Escandinávia, especialmente na Islândia, Noruega e Gronelândia, com descrição toponímica muito detalhada. Os personagens principais das sagas de islandeses são antigos membros das famílias mais importantes da Islândia. O caráter dos personagens é deduzido das suas ações, uma vez que descrições psicológicas estão ausentes. As histórias giram em torno da colonização e as disputas entre os membros de famílias rivais, misturando história e velhas tradições orais.
Estas sagas são fontes inestimáveis para entender os costumes e a visão de mundo dos antigos escandinavos. Como muitos dos conflitos apresentados são resolvidos nos conselhos anuais da antiga Islândia (chamados Althing), as sagas são também uma fonte para o entendimento do sistema legal da época.
A mais extensa das sagas de islandeses é a Saga de Njáll o Queimado (Brennu-Njáls Saga; ca. 1280), considerada também a mais importante do ponto de vista estético e literário. Outras sagas de importância são a Saga de Egil Skallagrimsson (Egils saga; ca. 1220) e a Saga de Grettir (Grettis Saga; ca. 1300), entre outras.

## Lista das sagas de islandeses

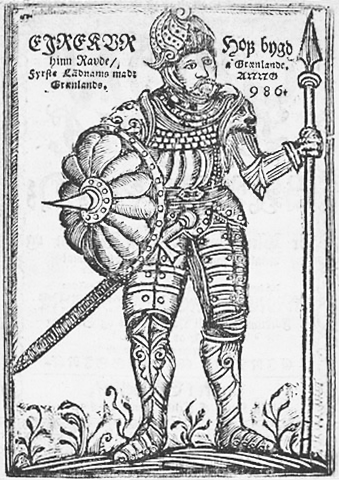
Érico, o Vermelho numa publicação de 1688.

No Índice das Sagas de Islandeses (em inglês: Index of the Sagas) na Base de Dados das Sagas Islandesas (em inglês: Icelandic Saga Database) estão listadas as seguintes sagas:
- Saga de Bandamanna
- Saga de Bárðar Snæfellsáss
- Saga de Njál
- Saga de Droplaugarsona
- Saga de Egil Skallagrimsson
- Saga de Érico, o Vermelho
- Saga Eyrbyggja
- Saga dos Færeyinga
- Saga de Finnboga ramma
- Saga de Fljótsdæla
- Saga Flóamanna
- Saga Grœnlendinga
- Saga Gull-Þóris
- Saga de Gunnar Keldugnúpsfífls
- Saga de Hávarðar Ísfirðings
- Saga Heiðarvíga
- Saga de Hrafnkell
- Saga de Hrana hrings
- Saga de Hænsna-Þóris
- Saga Kjalnesinga
- Saga de Króka-Refs
- Saga de Laxdœla
- Saga Ljósvetninga (duas versões)
- Saga de Örvar-Oddr
- Saga de Reykdæla ok Víga-Skútu
- Saga de Svarfdæla
- Saga de Valla-Ljóts
- Saga Vatnsdœla
- Saga de Víga-Glúms
- Saga Vápnfirðinga
- Saga Þorsteins hvíta
- Þorsteins saga Síðu-Hallssonar
- Saga Þórðar hreðu

### Sagas dos proscritos

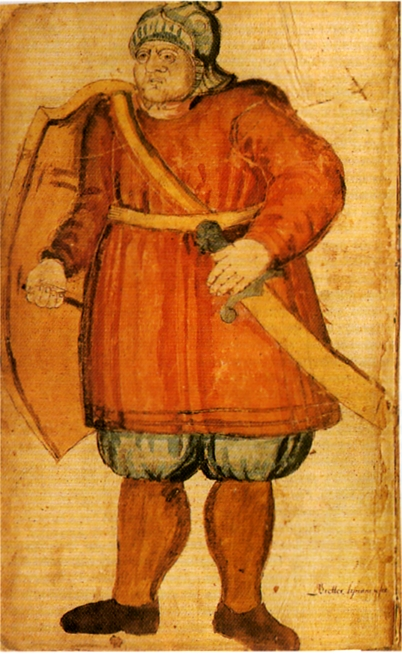
Grettir prepara-se para a batalha nesta ilustração de um manuscrito islandês do século XVII.

- Saga de Grettir
- Saga de Gísla Súrssonar
- Saga Harðar ok Hólmverja

### Sagas dos poetas
- Saga de Kormák

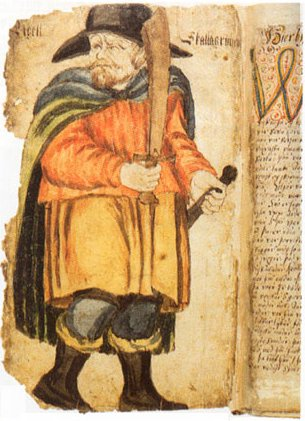
Egil, o protagonista da Saga de Egil Skallagrimsson.

- Hallfreðar þáttr vandræðaskálds  (duas versões, uma é um þáttr)
- Saga de Bjarnar Hítdœlakappa
- Saga de Gunnlaugs ormstungu
- Saga de Egil Skallagrímson
- Saga dos Fóstbrœðra
- Saga de Víglundar